# Posthornsorm
Posthornsorm (Spirorbis spirorbis), eller almindelig posthornsorm, er en 3-4 millimeter stor, rørboende havbørsteorm, der er udbredt langs Europas kyster, herunder i havet omkring Danmark. Det spiralsnoede kalkrør er et par millimeter i bredden og kan minde om et gammeldags posthorn.

## Levevis
Røret er fasthæftet overfladen af visse brunalger. Posthornsormens ene tentakel er omdannet til en stor tentakelkrone, der dels optager ilt fra vandet, dels kan filtrere vandet for plankton. Den anden tentakel er omdannet til et forkalket låg, som den kan lukke røret med. Den findes i Danmark især på savtang, men også på andre brunaler som blæretang.